# Lago Taal
Il lago Taal è un lago vulcanico d'acqua dolce situato sull'isola filippina di Luzon nella provincia di Batangas a nord della capitale provinciale di Batangas City. Il lago si formò in seguito alla creazione di una caldera nel corso di varie grandi eruzioni vulcaniche avvenute tra 500.000 e 100.000 anni fa circa. Con una superficie stimata di circa 23.500 ettari, è il terzo lago più grande delle Filippine. Nel centro del lago si trova uno dei tanti vulcani attivi del paese, il vulcano Taal.
Il lago è alimentato dai torrenti di montagna che scendono dalla vicina catena Tagaytay e dai monti Naligang, Cayluya e Palay-Palay a ovest. Dal settore sud-occidentale del lago esce il fiume Pansipit, che sfocia nella baia di Balayan nel Lemery.
Nel lago Taal vivono ben quattro specie endemiche di pesci: Sardinella tawilis, Yarica hyalosoma, Rhinogobius flavoventris e Omobranchus ferox. Il lago ospita anche una specie endemica di serpente di mare, Hydrophis semperi, che si è rapidamente adattata alla vita in acqua dolce dopo un'eruzione nel XVI secolo che tagliò ogni accesso tra il lago e il mare.